# Priscilla Morand
Priscilla Morand (24 de noviembre de 1993) es una deportista mauriciana que compite en judo.
Ganó una medalla en los Juegos Panafricanos de 2023 y cinco medallas en el Campeonato Africano de Judo entre los años 2014 y 2022.

## Palmarés internacional
| Juegos Panafricanos | Juegos Panafricanos         | Juegos Panafricanos | Juegos Panafricanos |
| Año                 | Lugar                       | Medalla             | Categoría           |
| ------------------- | --------------------------- | ------------------- | ------------------- |
| 2023                | Acra (Ghana)                | Medalla de plata    | –48 kg              |
| Campeonato Africano |                             |                     |                     |
| Año                 | Lugar                       | Medalla             | Categoría           |
| 2014                | Puerto Louis (Mauricio)     | Medalla de bronce   | –48 kg              |
| 2019                | Ciudad del Cabo (Sudáfrica) | Medalla de bronce   | –48 kg              |
| 2020                | Antananarivo (Madagascar)   | Medalla de bronce   | –48 kg              |
| 2021                | Dakar (Senegal)             | Medalla de plata    | –48 kg              |
| 2022                | Orán (Argelia)              | Medalla de oro      | –48 kg              |